# Riposo durante la fuga in Egitto (Gerard David Anversa)
Il Riposo durante la fuga in Egitto è un dipinto del pittore fiammingo Gerard David realizzato circa nel 1515 e conservato al Museo reale di belle arti di Anversa in Belgio.

## Descrizione
Il dipinto può essere confrontato con altre opere sullo stesso tema del medesimo pittore Madrid, Washington, Lisbona, New York e Rotterdam.
La fuga in Egitto è un episodio narrato nel Vangelo di Matteo (2,13-18), anche se non menziona il riposo che deriva, invece, dai Vangeli apocrifi.
È stato un tema popolare per i pittori in molti periodi. David lo dipinse in diverse occasioni usando composizioni diverse, probabilmente non come risultato di commissioni ma semplicemente dipinte per metterle sul mercato libero. Molti di loro sono quasi identici ma per alcuni hanno piccoli dettagli.  
Tuttavia, in tutti loro David concentra l'attenzione sulla Vergine Maria seduta che allatta al seno il Cristo Bambino, in trono di fronte a uno sfondo profondo del paesaggio forestale. Sullo sfondo lontano di solito c'è una scena legata al riposo durante la fuga in Egitto.
La versione di Anversa sostituisce la scena di sottofondo della versione Prado della Fuga in Egitto con una scena di Giuseppe e l'asino che riposa. Alcuni ritengono una copia di Adriaen Isenbrant.

## Galleria d'immagini

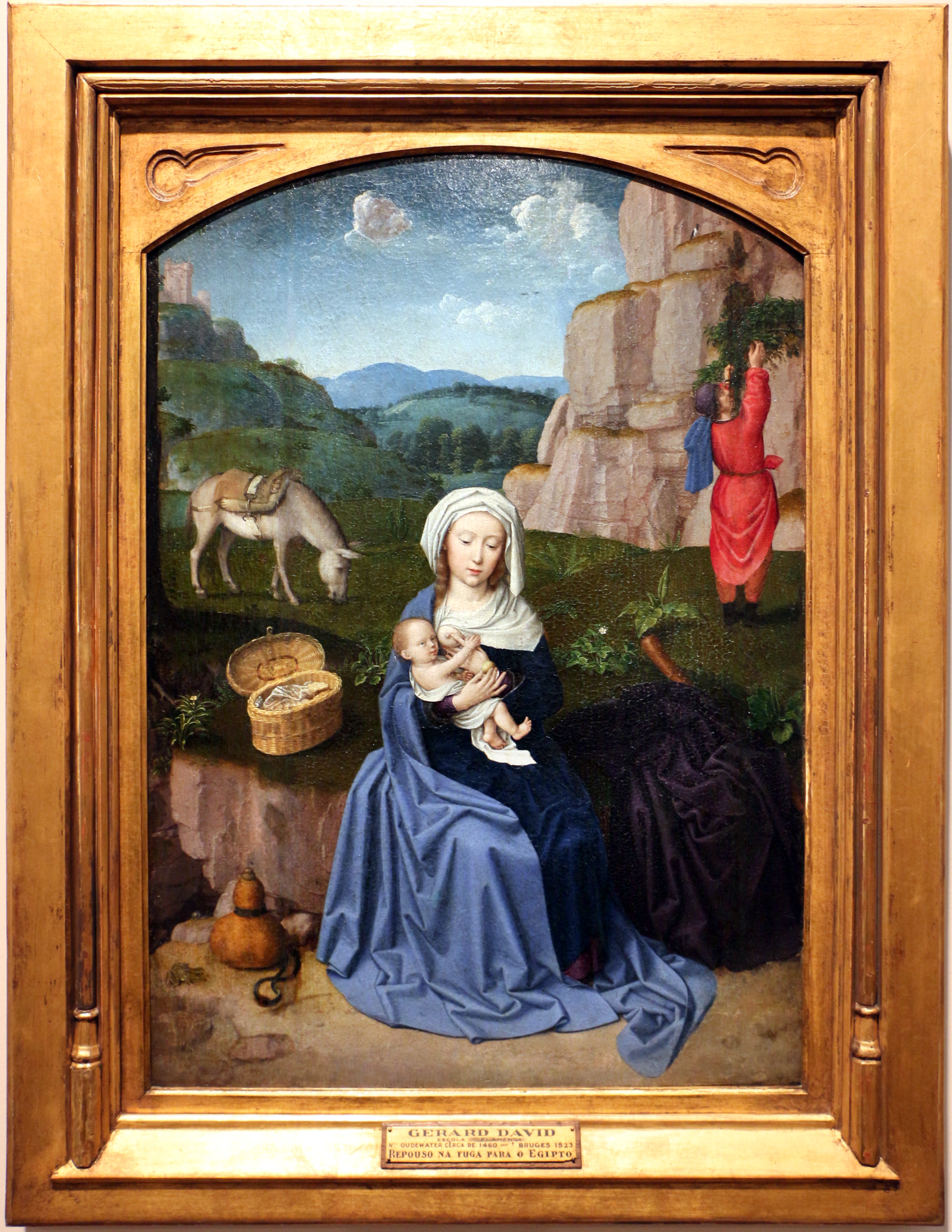
Riposo durante la fuga in Egitto,(1501-1520 circa), Gerard David, Museu Nacional de Arte Antiga a Lisbona
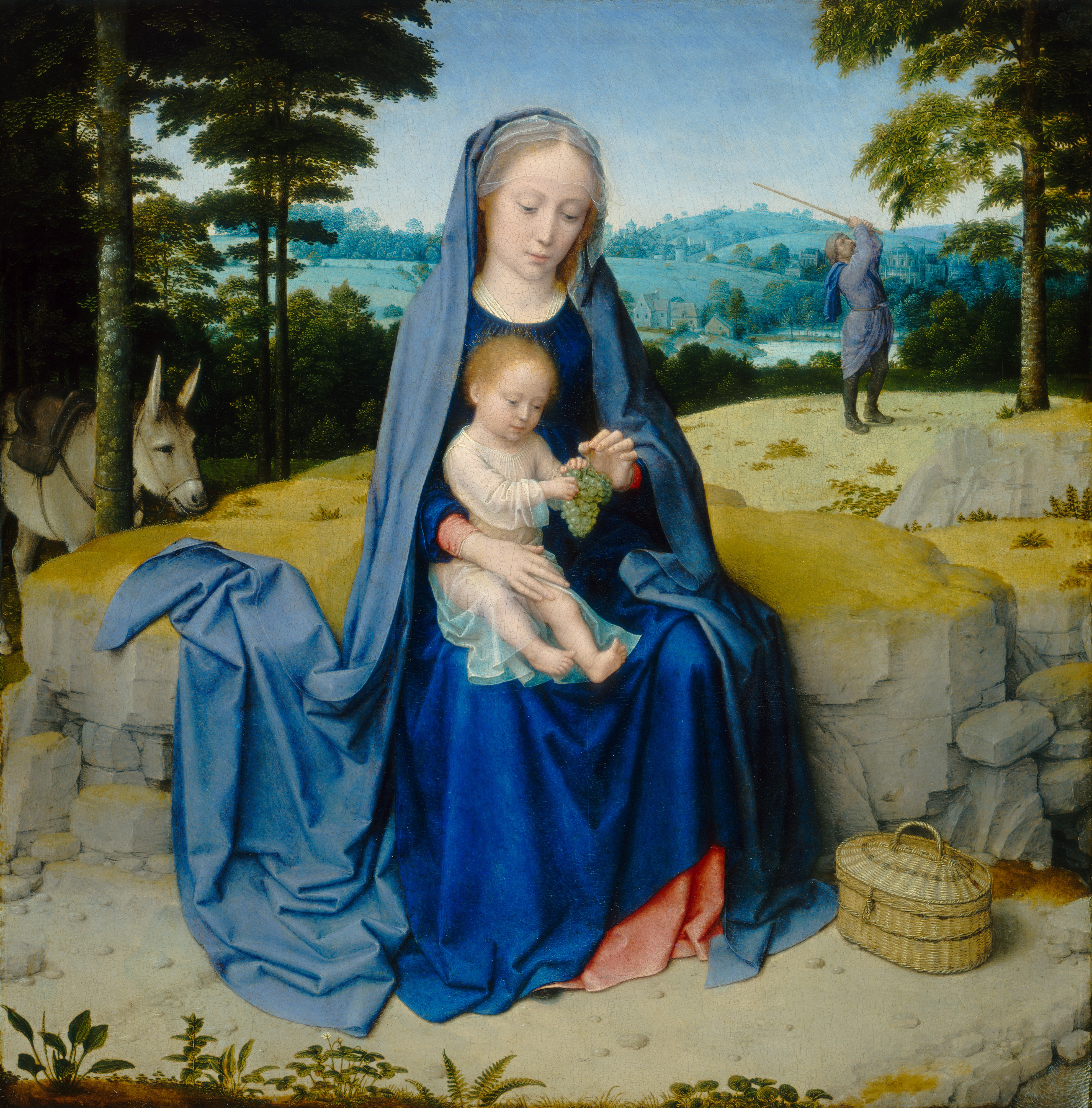
Riposo durante la fuga in Egitto (1505 circa), Gerard David, alla National Gallery of Art di Washington
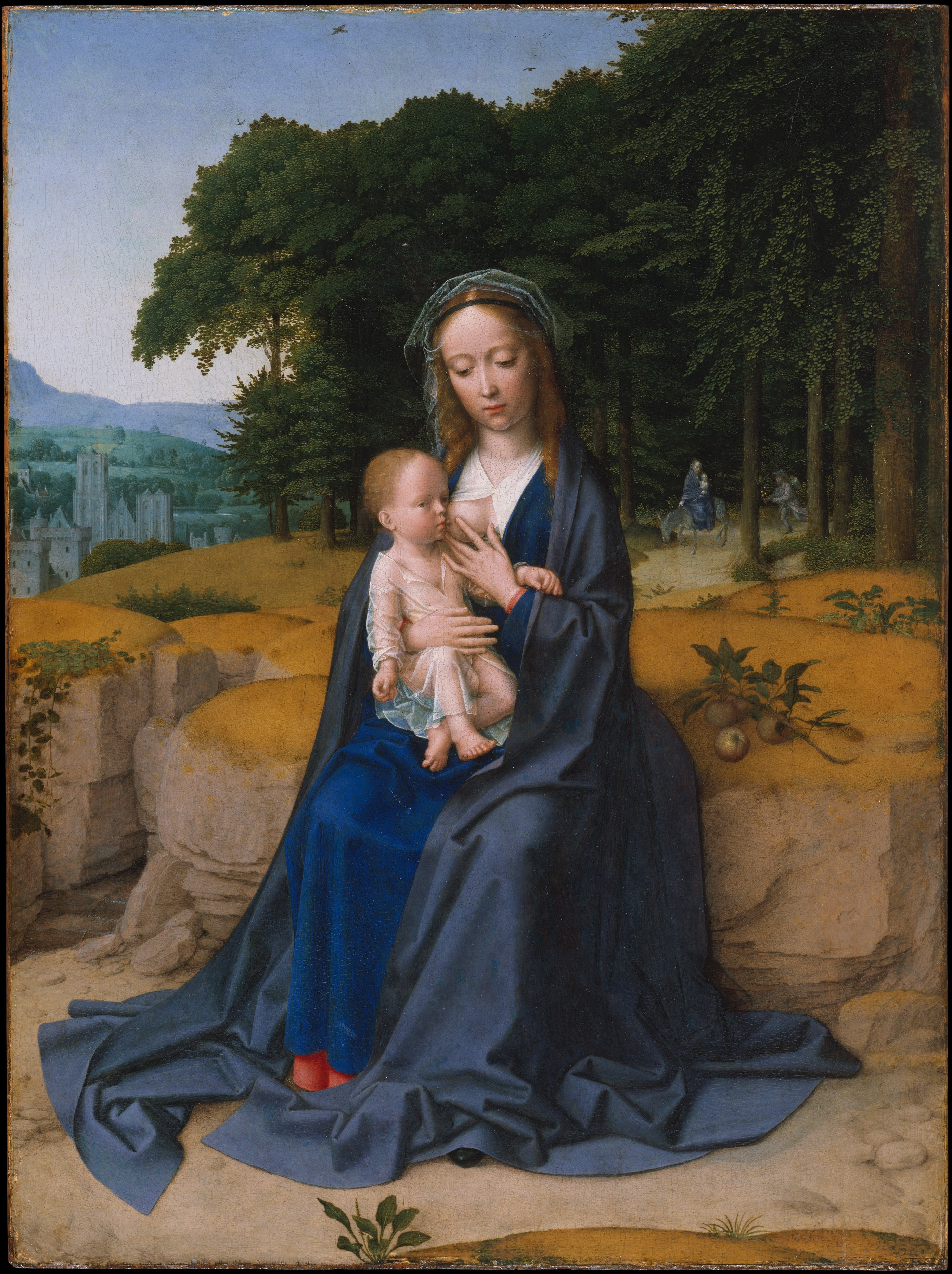
Riposo durante la fuga in Egitto (1512-1515), Gerard David, al Metropolitan Museum of Art di New York
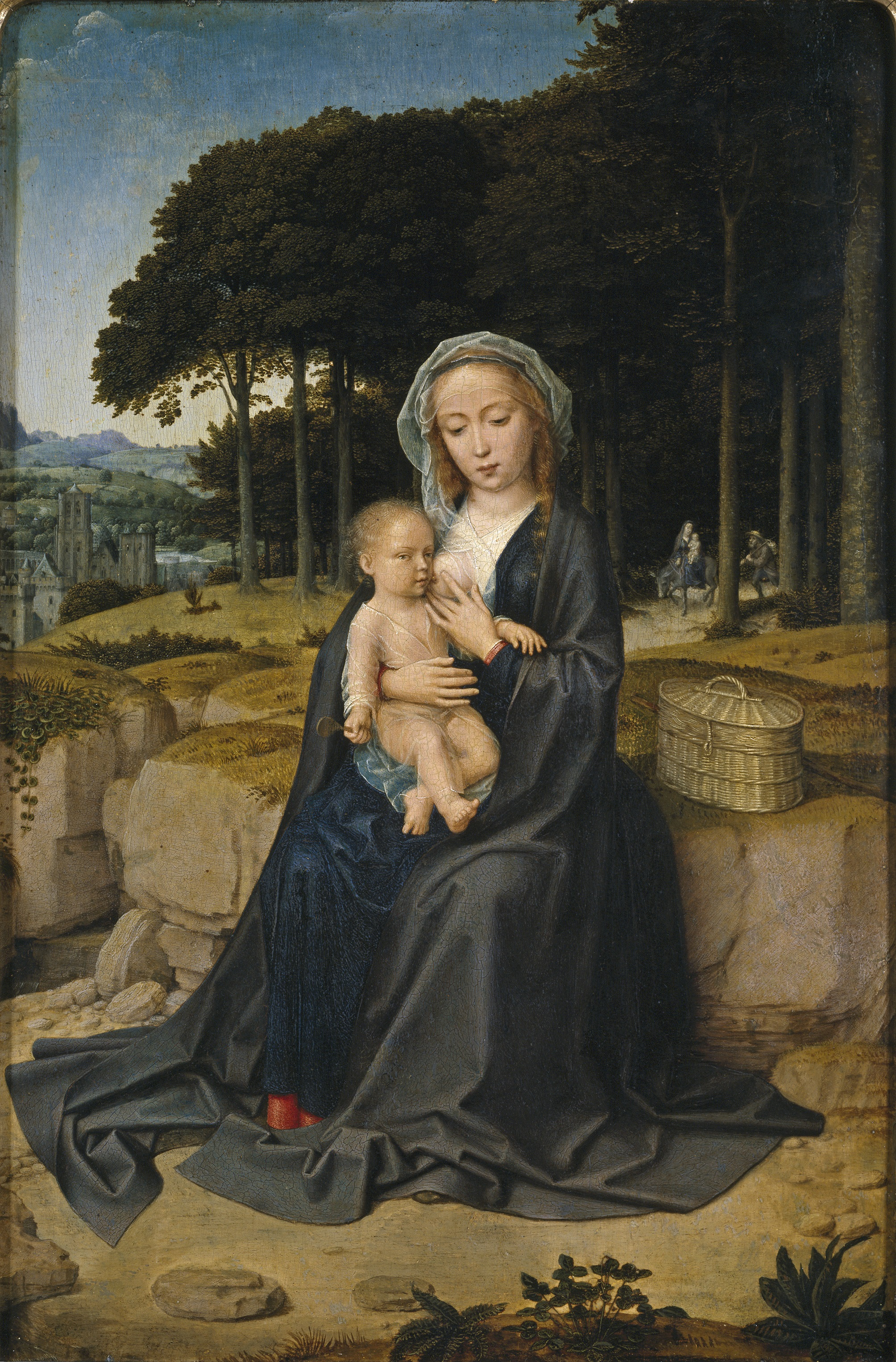
Riposo durante la fuga in Egitto (1515 circa), Gerard David, al Museo del Prado, a Madrid
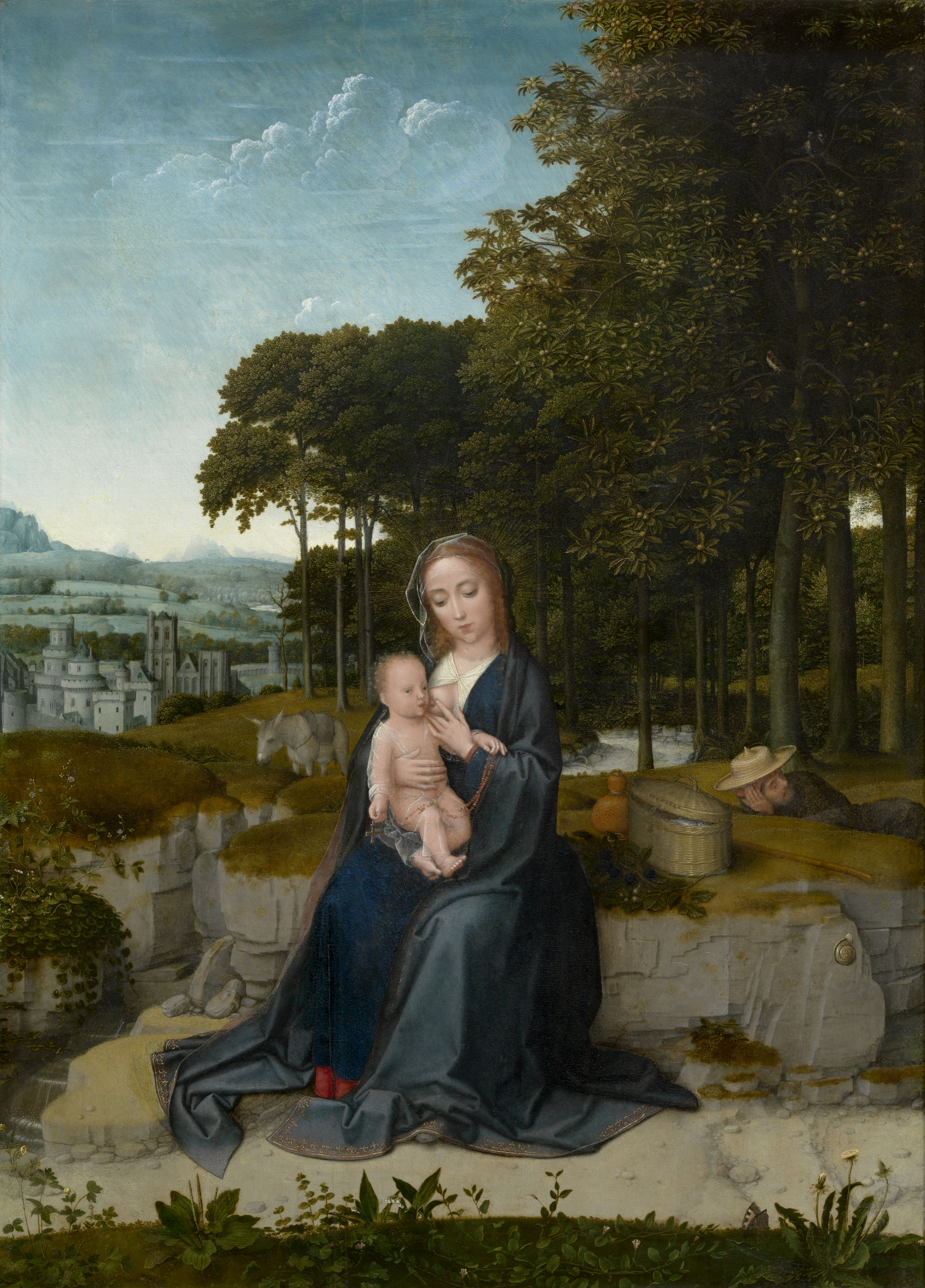
Riposo durante la fuga in Egitto (1515 circa), Gerard David, al Museum of Fine Arts di Anversa
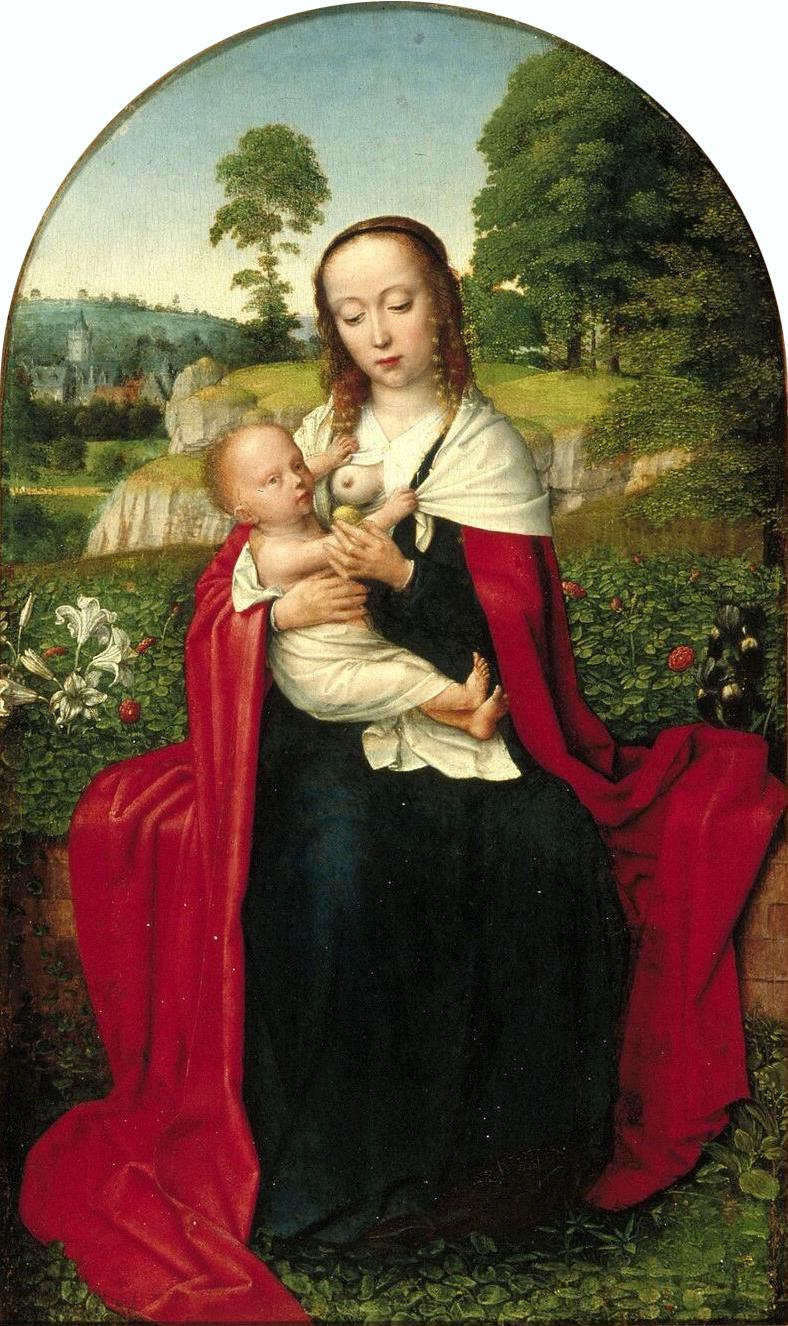
Madonna col Bambino in un paesaggio (1520 circa), Gerard David, Museum Boijmans Van Beuningen di Rotterdam